# Giuseppina di Leuchtenberg
Giuseppina di Leuchtenberg (Joséphine Maximilienne Eugénie Napoléone de Beauharnais; Milano, 14 marzo 1807 – Stoccolma, 7 giugno 1876) fu la regina consorte di Svezia e di Norvegia come moglie di re Oscar I. Era nota come Regina Josefina e fu ritenuta una consorte politicamente attiva.

## Biografia

### Infanzia

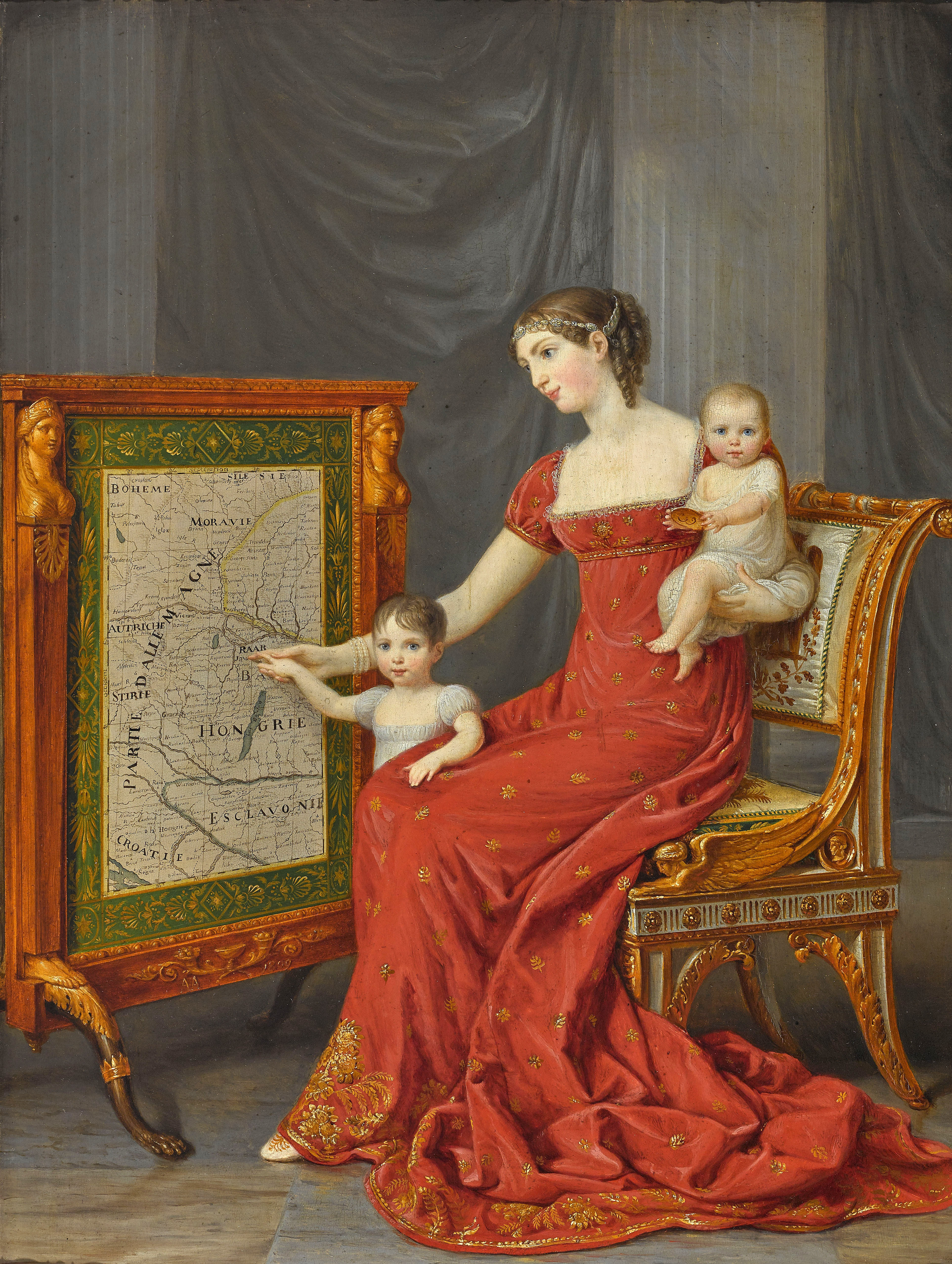
Giuseppina in tenera età con la madre, Augusta di Baviera, e la sorella, Eugenia, in un dipinto di Andrea Appiani del 1809

Nata a Milano in Italia, era una figlia di Eugène de Beauharnais, il primo Duca di Leuchtenberg, e di sua moglie, la Principessa Augusta di Baviera. Sua nonna paterna ed omonima era Joséphine Tascher de La Pagerie, la prima moglie di Napoleone Bonaparte: le fu dato il nome di "Giuseppina" su richiesta di Napoleone. Suo nonno materno era il re Massimiliano I di Baviera.
Alla nascita le fu concesso il titolo di Principessa di Bologna da Napoleone, ed in seguito fu creata anche Duchessa di Galliera.

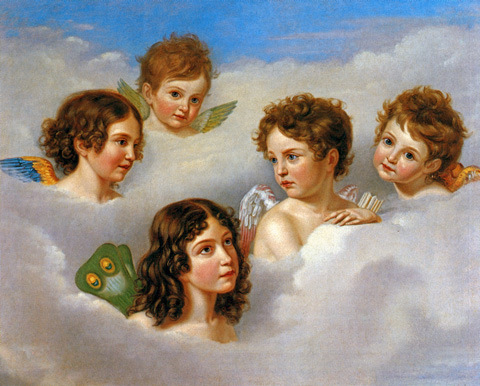
I figli del Duca di Leuchtenberg in vesti angeliche di Joseph Karl Stieler

Ha trascorso i suoi primi sette anni in Italia. La famiglia passava le giornate a Villa Bonaparte a Milano e nella loro residenza estiva a Monza e a Villa Pisani a Strà. Nel 1813, suo padre rifiutò l'offerta di suo suocero di unirsi alle forze contro Napoleone. Nel 1814, Augusta si unì al padre nel suo quartier generale militare a Mantova, dove diede alla luce Teodolinda, la sorella minore di Giuseppina. Poco dopo, Giuseppina e i suoi fratelli si unirono alla madre nella fortezza di Mantova in una processione di carrozze con i loro cortigiani. Dopo la sconfitta di Napoleone nello stesso anno, i suoi genitori partirono per la Baviera. Suo padre ricevette il titolo di Duca di Leuchtenberg e l'ex principato di Eichstätt in Baviera come feudo. La sua infanzia è descritta come felice. La famiglia trascorreva le estati a Eichstätt e gli inverni a Monaco con la famiglia di Augusta.
Giuseppina parlava francese, tedesco e italiano e studiò storia e geografia con il professor Le Sage; botanica e scienze naturali con il professor Martinus; matematica, fisica e astronomia con il professor Siebers.

### Matrimonio per rinsaldare la politica

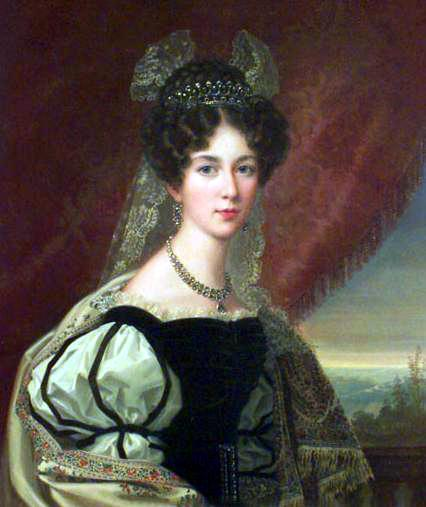
Giuseppina ritratta da Fredric Westin nel 1835

Carlo XIV Giovanni di Svezia temeva la politica legittimista del Congresso di Vienna e desiderava donare alla Casa di Bernadotte legami attraverso il sangue con antiche dinastie reali d'Europa. Il matrimonio di suo figlio ed erede al trono, il principe ereditario Oscar, fu la soluzione a questo problema e, nel 1822, costrinse infine suo figlio ad accettare di sposarsi e di fare un viaggio in Europa per ispezionare una lista di potenziali candidate. In questa lista vi erano indicate come potenziali candidate: Guglielmina Maria di Danimarca, Giuseppina, Maria Federica d'Assia-Kassel e Maria di Sassonia-Weimar-Eisenach. Carlo XIV Giovanni aveva scelto Giuseppina come candidata numero due, perché aveva rapporti sia con le vecchie dinastie d'Europa attraverso sua madre, sia con la casa di Bonaparte attraverso suo padre, e quindi "si unì ai nuovi interessi con il vecchio".

### Fidanzamento e nozze

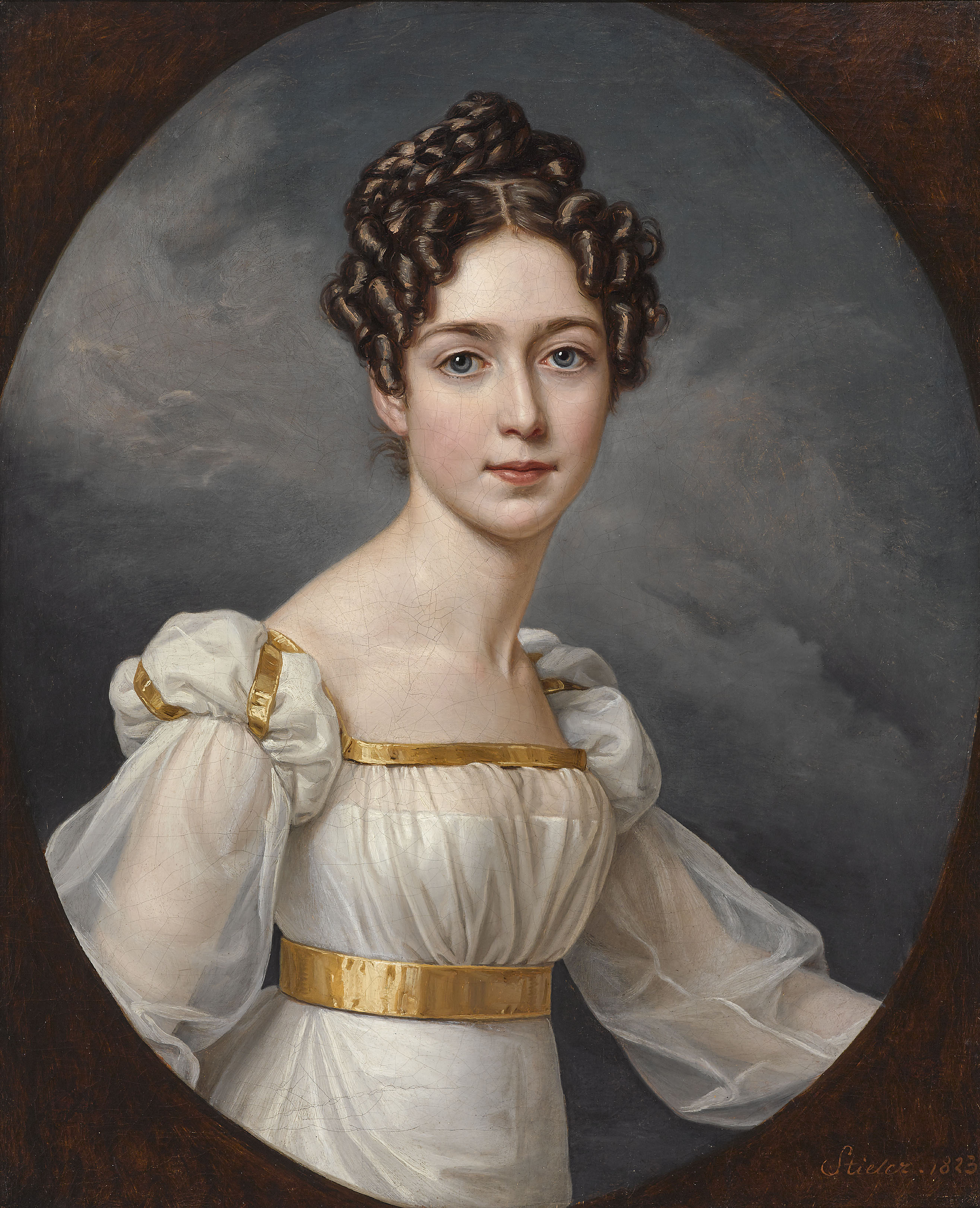
Giuseppina nel 1823 ritratta da Joseph Karl Stieler

Il principe ereditario Oscar declinò il matrimonio con una principessa danese, ma espresse il suo interesse per la principessa di Leuchtenberg dopo il suo primo incontro con Giuseppina il 23 agosto 1822 a Eichstätt. Secondo quanto riferito, la coppia si innamorò a prima vista, e quindi il matrimonio è stato accettato da entrambe le famiglie e debitamente organizzato. Giuseppina prese lezioni di lingua svedese e corrispose con Oscar fino al matrimonio. Secondo quanto riferito, suo padre non era contrario alla sua conversione al luteranesimo, ma i rappresentanti svedesi avevano pensato che fosse necessario offrirle l'opzione di mantenere la sua religione. Sebbene fosse una devota cattolica, accettò di crescere i suoi figli nella religione luterana. Portò un prete cattolico con sé e partecipava regolarmente alla messa e alla confessione nella sua cappella cattolica privata. Il Papa aveva dato il suo consenso a questo. 

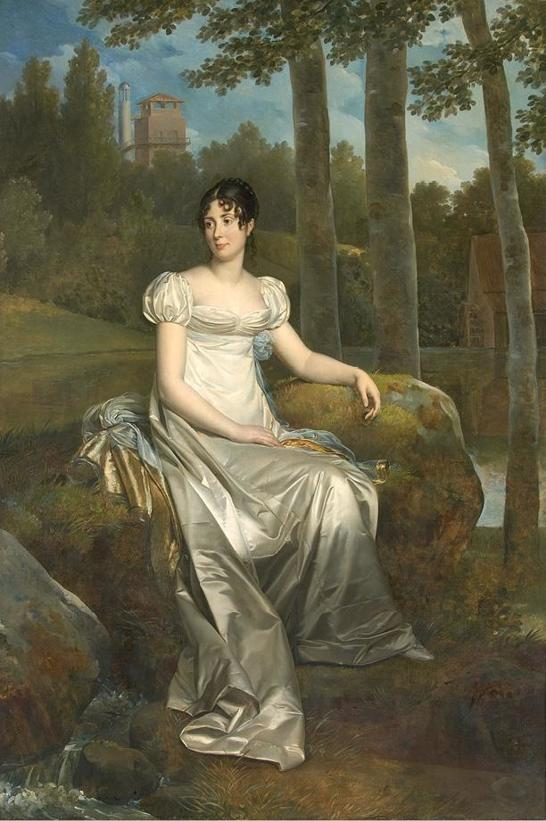
Ritratto di Desirée Clary
François Gérard, Palazzo Reale di Stoccolma (1808)

In Svezia, la legge del 1781, Toleransediktet, dichiarava la libertà di religione per gli stranieri e gli immigrati, e Giuseppina, così come sua suocera Désirée, poteva essere considerata tale. Per gli svedesi, tuttavia, la conversione dalla chiesa luterana a un'altra religione formalmente significava la confisca delle proprietà e l'esilio dal paese. La situazione in Norvegia era simile. Il clero svedese si oppose, ma il re andò avanti.
La principessa Giuseppina sposò il principe Oscar per procura nel Palazzo di Leuchtenberg a Monaco il 22 maggio 1823. Il 19 giugno dello stesso anno si tenne una cerimonia anche a Stoccolma. La prima cerimonia di nozze fu cattolica e la seconda cerimonia fu luterana. Attraverso sua madre, Giuseppina era una discendente di re Gustavo I di Svezia e re Carlo IX di Svezia, e tramite suo nonno materno, era una discendente di Renata di Lorena, nipote di re Cristiano II di Danimarca. I suoi figli quindi erano discendenti dei Vasa.
Giuseppina arrivò in Svezia accompagnata da sua suocera, che era stata assente per undici anni. Arrivarono a Manilla, fuori Stoccolma, il 13 giugno 1823, dove furono accolti dal re, il principe ereditario Oscar, con saluti militari e una grande folla, e scortati al palazzo di Haga, dove Giuseppina fu abbracciata dalla principessa Sofia Albertina, badessa di Quedlinburg. La seconda cerimonia nuziale ebbe luogo sei giorni dopo. Sei giorni dopo il suo arrivo in Svezia, il suo quarto nome Napoléone fu rimosso, in quanto la Svezia aveva combattuto contro Bonaparte nella recente guerra. Aveva portato con sé diversi pezzi degli esclusivi gioielli realizzati a Parigi per sua nonna paterna, che sono ancora appannaggio delle Casa Reali di Svezia, Norvegia e Danimarca (tramite Luisa e Marta di Svezia). 

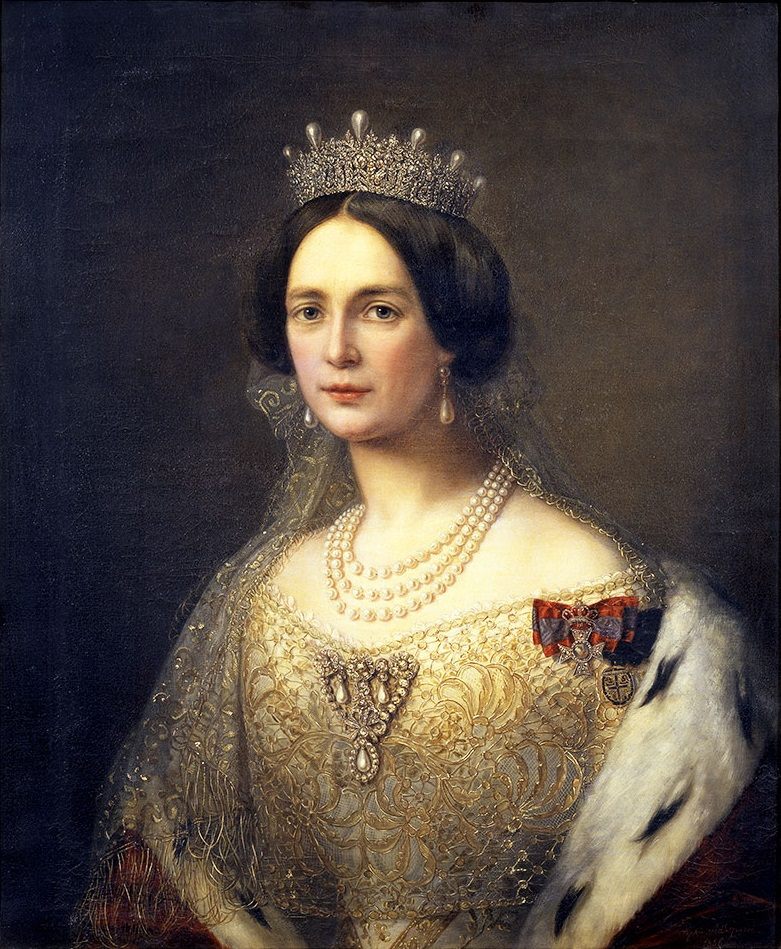
La futura Regina Josefina

In Svezia, era nota come Josefina, la versione svedese del suo nome. Nel suo seguito, vi era Bertha Zück, che divenne la sua tesoriera, e il suo confessore cattolico Jacob Lorentz Studach: fino alla loro morte, hanno goduto di un rapporto così stretto da essere definiti "Il Trio". Giuseppina fu accompagnata in Svezia da una dama di compagnia temporanea, la contessa Aurora Wilhelmina Brahe, ma una volta arrivata, la contessa Elisabet Charlotta Piper e, dal 1836, Charlotta Skjöldebrand servirono come dame di compagnia.

### Principessa ereditaria

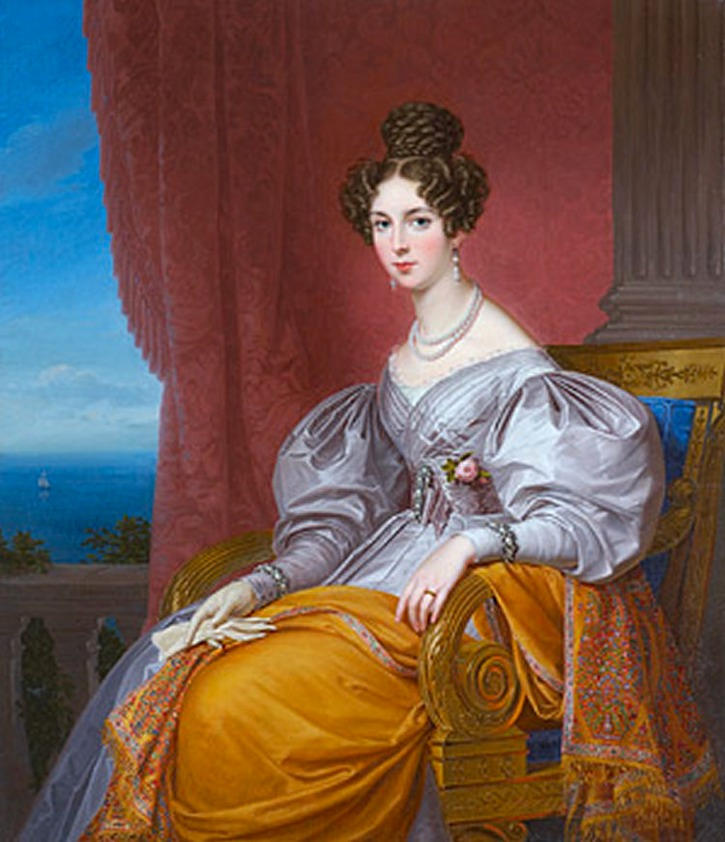
Giuseppina di Leuchtenberg nel 1833

Giuseppina fu un successo sociale in Svezia dal momento del suo arrivo, sia nei circoli dell'alta società, sia come persona pubblica. Già da principessa ereditaria, era in grado di interpretare la parte rappresentativa che sua suocera non era in grado di soddisfare, e svolse un ruolo importante nel rendere la nuova dinastia popolare in Svezia. Nell'estate del 1824, il principe ereditario e la principessa ereditaria visitarono Christiania in Norvegia, dove presero parte a numerose apparizioni pubbliche. A Oscar era stato assegnato il compito di Viceré provvisorio durante la sua visita. 
Dopo questo viaggio ne fecero un altro attraverso la Svezia. È stata descritta come affascinante, bella e dignitosa, ed era considerata molto dotata: impressionò il fatto che fu in grado di parlare la lingua svedese quasi con fluidità già dal suo arrivo. Fritz von Dardel ad un ballo nel 1838 la descrisse: "Per quanto riguarda la principessa ereditaria, era bella e dignitosa, forse troppo magra ma molto intelligente e molto piacevole verso tutti. Nessuno ha qualcosa da rimproverarle se non per la sua religione cattolica".
La sua relazione con il suocero fu molto calorosa. La sua relazione con sua suocera, invece, fu alquanto tesa durante i primi anni, si dice che la regina Désirée si sentisse trascurata e che il suo posto come regina fosse oscurato dalla popolarità di Giuseppina. Dopo gli anni iniziali, tuttavia, la relazione tra Giuseppina e Désirée divenne più amichevole e armoniosa.

La famiglia Bernadotte ritratta da Fredric Westin nel 1835. Si possono riconoscere Giuseppina di Leuchtenberg, suo marito, Oscar I di Svezia e di Norvegia, sua suocera, Désirée Clary, suo suocero, Carlo XIV-III di Svezia e Norvegia e i suoi figli, Oscar II di Svezia e Norvegia, Carlo XV di Svezia e Norvegia, Augusto di Svezia, Gustavo di Svezia e Eugenia di Svezia

Giuseppina era interessata al giardinaggio, apprezzava la pittura ed era coinvolta nella carità e nelle riforme. Il suo interesse per l'arte era attivo e reale; sostenne fortemente la carriera della pittrice Sofia Adlersparre, cercò di fare lo stesso per la scultrice Sophia Isberg, ed incoraggiò anche gli interessi ed il talento artistico della propria figlia, la principessa Eugenia, che divenne un'artista dilettante di talento. Fu anche coinvolta in diversi progetti sociali: al suo arrivo in Svezia, diventò amica della principessa Sofia Albertina, che la introdusse in questo ambito.
Il matrimonio fu felice; lei e suo marito condividevano l'interesse per la cultura ed avevano personalità simili. 

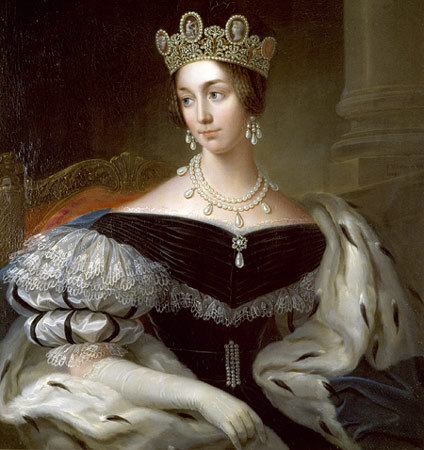
La Principessa ereditaria ritratta da Fredric Westin

Tuttavia, Oscar era noto per le sue relazioni extraconiugali, un fatto che tormentava profondamente Giuseppina, che soffriva di gelosia. Nel 1832, scrisse nel suo diario che una donna avrebbe dovuto sopportare le relazioni extraconiugali del marito: Una donna deve soffrire in silenzio. La relazione di suo marito con la famosa attrice Emilie Högquist era ben nota. Giuseppina e suo marito continuarono ad apparire insieme in pubblico.
Sebbene Giuseppina fosse profondamente religiosa, credeva che fosse compito dello Stato, e non della religione, fornire benessere alla popolazione. Fu, tuttavia, anche attiva come cattolica; nel 1837, fece costruire una chiesa per la congregazione cattolica di Stoccolma, la prima dopo la Riforma, e fondò chiese cattoliche anche a Göteborg e Oslo.

### Regina di Svezia e Norvegia

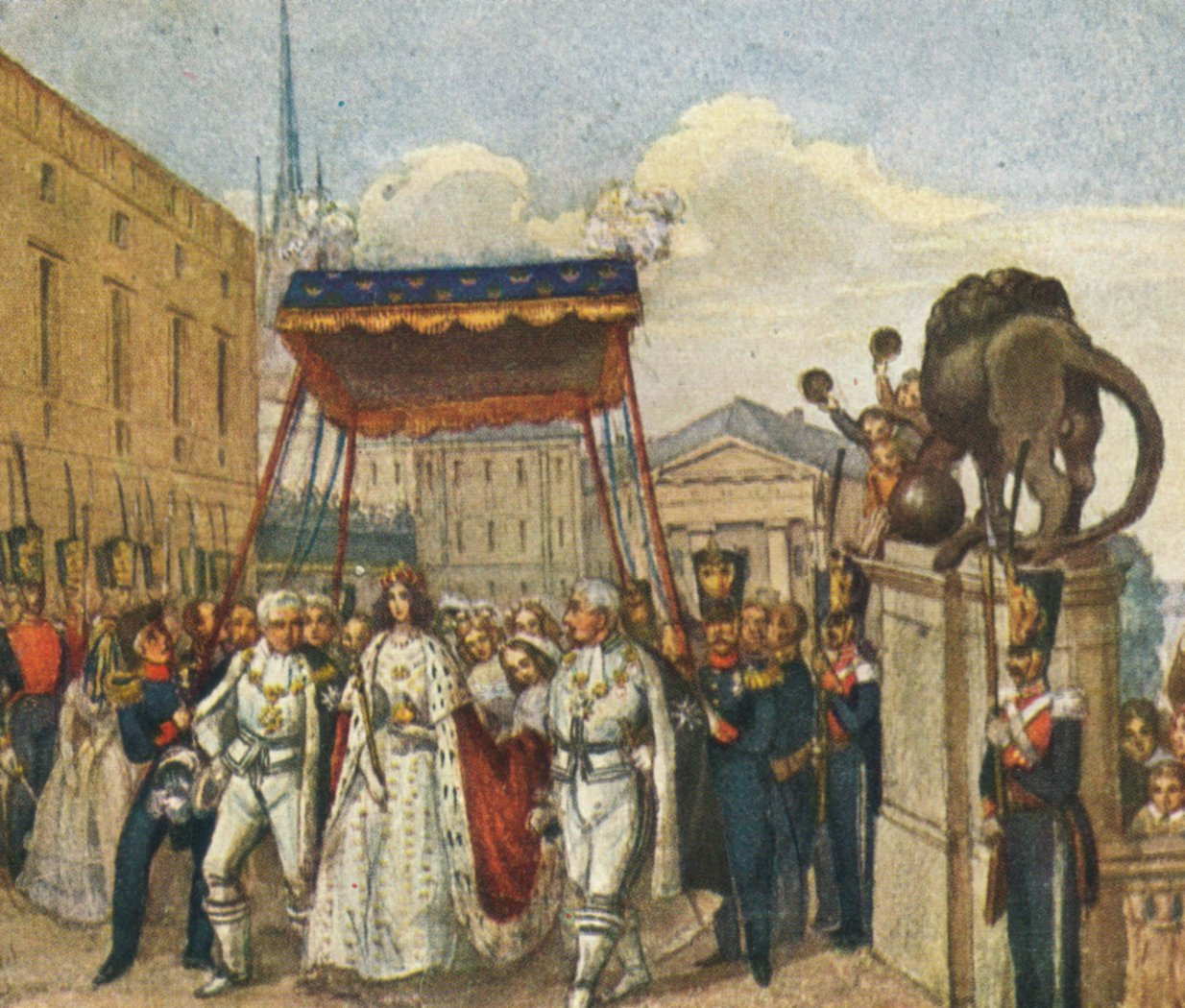
L'incoronazione di Giuseppina e Oscar I di Svezia il 28 settembre 1844

Nel 1844, Giuseppina diventò Regina consorte di Svezia e di Norvegia all'ascesa al trono del suo consorte. Fu incoronata in Svezia il 28 settembre 1844, ma non in Norvegia. In Norvegia infatti ci fu opposizione all'incoronazione di una cattolica; la ragione ufficiale fu che la cerimonia non era necessaria, poiché la regina non aveva funzione nella costituzione norvegese.
Dopo la sua ascesa al trono, Oscar non ebbe altre relazioni extraconiugali. Il grado della sua influenza politica durante il regno di suo marito è dibattuto. Si dice che abbia agito da consulente di suo marito e che abbia esercitato influenza in diverse questioni; nel 1848, cercò di evitare la prima guerra dello Schleswig, nel 1855, si disse che fosse responsabile del trattato tra Svezia, Norvegia, Francia e Gran Bretagna, e nel 1860, fu, secondo le voci, la forza attiva dietro la nuova legge che permetteva la libertà di religione. In precedenza, la legge consentiva diverse credenze religiose solo a quelle nati da loro; la conversioni dalla fede luterana non erano consentite. 

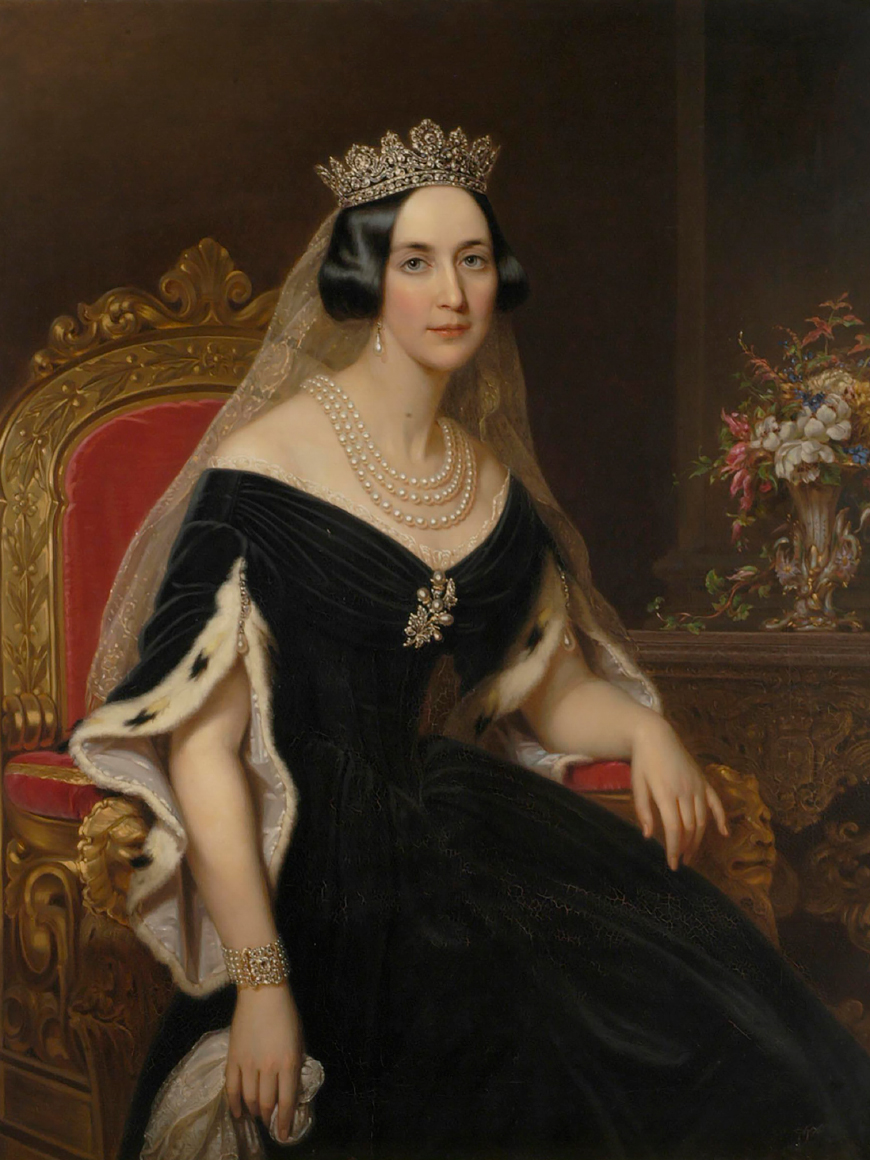
La Regina Josefina in un ritratto di Friedrich Dürck, 1858

Giuseppina si è ritenuto che sia stata il promotore delle leggi che prevedono la parità di eredità per uomini e donne (1845), le riforme per le prigioni e l'assistenza sociale, e l'abolizione delle corporazioni. È confermato che, quando si verificava una crisi, il Re e la Regina si ritirarono in privato per discutere la questione prima che il re prendesse una decisione. Nel 1857, suo marito si ammalò; cercò di nascondere la sua condizione, e si oppose alla nomina di suo figlio come un reggente, poiché lui non voleva permetterle alcuna influenza politica.

### Regina madre

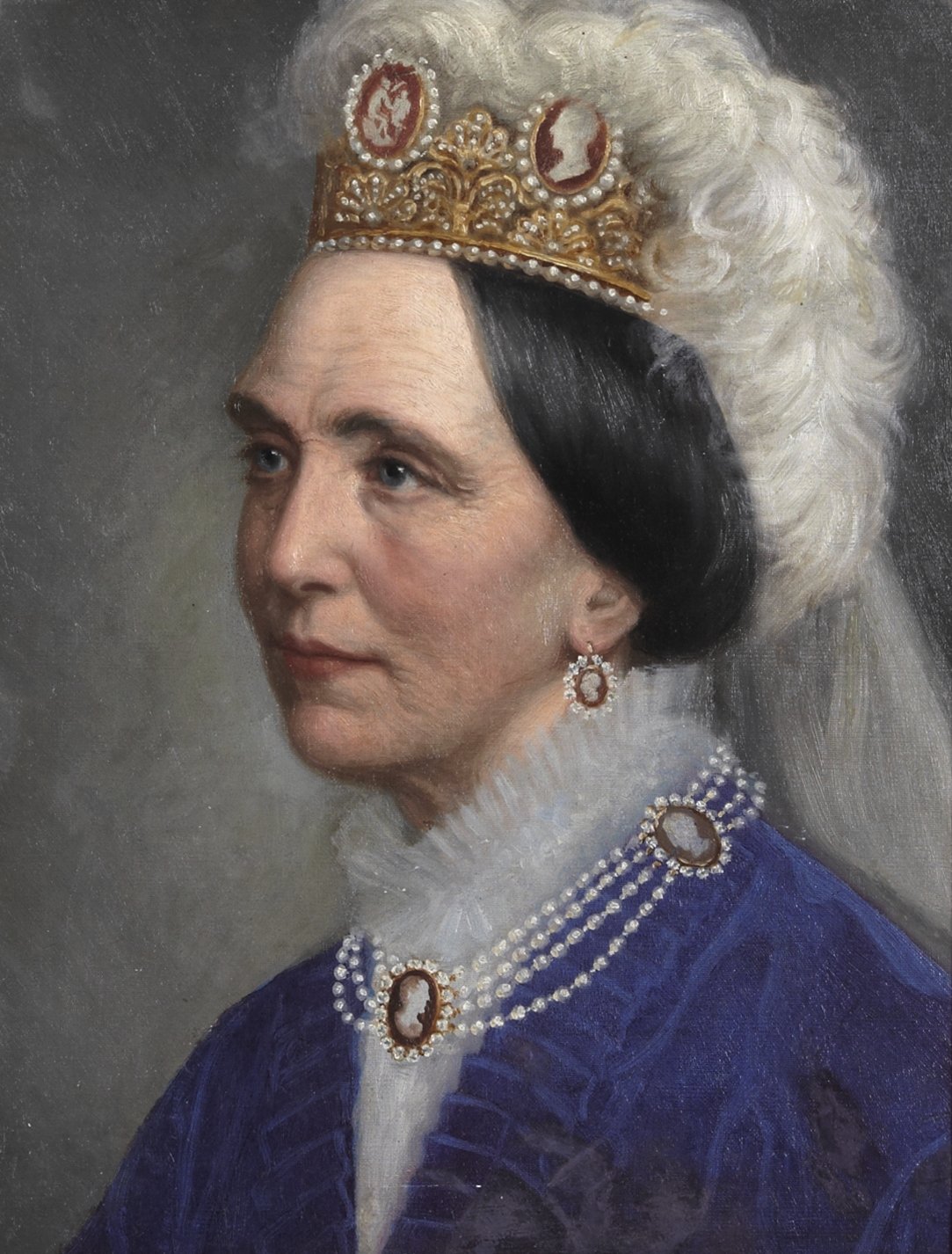
La Regina madre ritratta in tarda età da Bertha Valerius

Nel 1859, Oscar I morì. Si nota che seguì la tradizione francese indossando il colore viola come colore del lutto piuttosto che il nero: il viola era il suo colore preferito in ogni caso, e lo indossò per il resto della sua vita. Come regina madre, perse ogni influenza politica e si dedicò alle sue attività caritatevoli e al suo interesse per la congregazione cattolica e le sue questioni.
Carlo XV la considerava troppo vecchia e formale e le loro opinioni venivano raramente condivise. Si tenne informata degli eventi politici, anche se non poteva più influenzarli; sostenne l'Austria contro la Prussia, di cui temeva l'espansionismo.

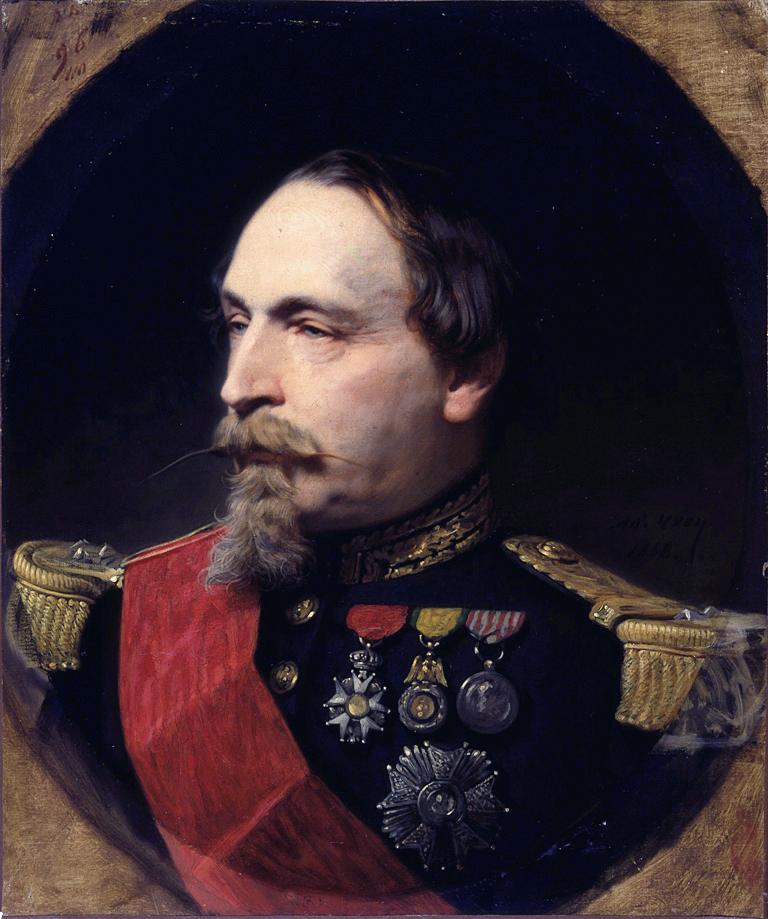
Napoleone III di Francia ritratto da Adolphe Yvon

Pianse quando suo cugino Napoleone III di Francia fu detronizzato nel 1870. Invitò il figlio di Napoleone III in Svezia, anche se questi non accettò l'invito. 
Nel 1872 morì Carlo XV, e il figlio minore di Giuseppina, Oscar gli succedette al trono. Nel 1873 visitò sua sorella Amalia in Portogallo. Lo stesso anno, si commosse quando ricevette l'adorazione del pubblico durante i festeggiamenti dei suoi cinquanta anni in Svezia. Nel 1875, fece visita a Papa Pio IX a Roma. Dopo Roma, visitò Napoli, Bologna e Milano e vide l'ex imperatrice Eugenia di Francia a Salisburgo.

### Morte

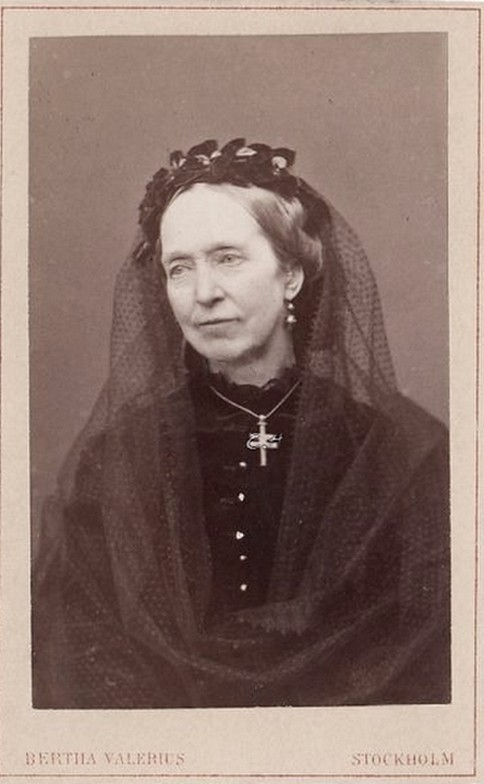
Giuseppina fotografata un anno prima della sua morte, nel 1875

Giuseppina morì a Stoccolma nel 1876 all'età di sessantanove anni e ricevette una sepoltura cattolica. Le sue ultime parole furono: "Sto andando a casa ora. Sono molto felice".

## Discendenza
Dal matrimonio tra Giuseppina e Oscar I di Svezia nacquero:
- Carlo (1826-1872), sposò Luisa dei Paesi Bassi;
- Gustavo (1827-1852);
- Oscar (1829-1907), sposò Sofia di Nassau;
- Eugenia (1830-1889);
- Augusto (1831-1873), sposò Teresa di Sassonia-Altenburg.

## Onorificenze

Il monogramma personale della regina Giuseppina.

## Ascendenza
|                                               |                                            |                                                        | Genitori                                                              |  |  | Nonni |  |  | Bisnonni                                                 |  |  | Trisnonni                                        |  |
|                                               |                                            |                                                        |                                                                       |  |  |       |  |  | François de Beauharnais, marquis de la Ferté-Beauharnais |  |  | Claude de Beauharnais, comte des Roches-Baritaud |  |
|                                               |                                            |                                                        |                                                                       |  |  |       |  |  | François de Beauharnais, marquis de la Ferté-Beauharnais |  |  | Claude de Beauharnais, comte des Roches-Baritaud |  |
|                                               |                                            | Renée Hardouineau de Laudanière                        |                                                                       |  |  |       |  |  | François de Beauharnais, marquis de la Ferté-Beauharnais |  |  |                                                  |  |
| Alexandre, vicomte de Beauharnais             |                                            |                                                        |                                                                       |  |  |       |  |  | François de Beauharnais, marquis de la Ferté-Beauharnais |  |  |                                                  |  |
|                                               |                                            | Henriette Pyvart de Chastullé                          | François-Louis de Pyvart de Chastullé                                 |  |  |       |  |  |                                                          |  |  |                                                  |  |
|                                               |                                            | Henriette Pyvart de Chastullé                          | François-Louis de Pyvart de Chastullé                                 |  |  |       |  |  |                                                          |  |  |                                                  |  |
|                                               |                                            | Henriette Pyvart de Chastullé                          | Jeanne Hardouineau de Laudanière                                      |  |  |       |  |  |                                                          |  |  |                                                  |  |
| Eugène de Beauharnais, I Duca di Leuchtenberg |                                            | Henriette Pyvart de Chastullé                          |                                                                       |  |  |       |  |  |                                                          |  |  |                                                  |  |
|                                               |                                            | Joseph-Gaspard Tascher de la Pagerie                   | Gaspard Joseph Tascher de la Pagerie                                  |  |  |       |  |  |                                                          |  |  |                                                  |  |
|                                               |                                            | Joseph-Gaspard Tascher de la Pagerie                   | Gaspard Joseph Tascher de la Pagerie                                  |  |  |       |  |  |                                                          |  |  |                                                  |  |
|                                               |                                            | Joseph-Gaspard Tascher de la Pagerie                   | Françoise Bourreau de la Chevalerie                                   |  |  |       |  |  |                                                          |  |  |                                                  |  |
| Joséphine Tascher de La Pagerie               |                                            | Joseph-Gaspard Tascher de la Pagerie                   |                                                                       |  |  |       |  |  |                                                          |  |  |                                                  |  |
|                                               |                                            | Rose-Claire des Vergers de Sanois                      | Joseph François des Vergers de Sanois                                 |  |  |       |  |  |                                                          |  |  |                                                  |  |
|                                               |                                            | Rose-Claire des Vergers de Sanois                      | Joseph François des Vergers de Sanois                                 |  |  |       |  |  |                                                          |  |  |                                                  |  |
|                                               |                                            | Rose-Claire des Vergers de Sanois                      | Catherine Marie Brown                                                 |  |  |       |  |  |                                                          |  |  |                                                  |  |
| Giuseppina di Leuchtenberg                    |                                            | Rose-Claire des Vergers de Sanois                      |                                                                       |  |  |       |  |  |                                                          |  |  |                                                  |  |
|                                               | Federico Michele di Zweibrücken-Birkenfeld | Cristiano III del Palatinato-Zweibrücken               |                                                                       |  |  |       |  |  |                                                          |  |  |                                                  |  |
|                                               | Federico Michele di Zweibrücken-Birkenfeld | Cristiano III del Palatinato-Zweibrücken               |                                                                       |  |  |       |  |  |                                                          |  |  |                                                  |  |
|                                               | Federico Michele di Zweibrücken-Birkenfeld | Carolina di Nassau-Saarbrücken                         |                                                                       |  |  |       |  |  |                                                          |  |  |                                                  |  |
| Massimiliano I Giuseppe di Baviera            | Federico Michele di Zweibrücken-Birkenfeld |                                                        |                                                                       |  |  |       |  |  |                                                          |  |  |                                                  |  |
|                                               |                                            | Maria Francesca del Palatinato-Sulzbach                | Giuseppe Carlo del Palatinato-Sulzbach                                |  |  |       |  |  |                                                          |  |  |                                                  |  |
|                                               |                                            | Maria Francesca del Palatinato-Sulzbach                | Giuseppe Carlo del Palatinato-Sulzbach                                |  |  |       |  |  |                                                          |  |  |                                                  |  |
|                                               |                                            | Maria Francesca del Palatinato-Sulzbach                | Elisabetta Augusta Sofia del Palatinato-Neuburg                       |  |  |       |  |  |                                                          |  |  |                                                  |  |
| Augusta di Baviera                            |                                            | Maria Francesca del Palatinato-Sulzbach                |                                                                       |  |  |       |  |  |                                                          |  |  |                                                  |  |
|                                               |                                            | Giorgio Guglielmo d'Assia-Darmstadt                    | Luigi VIII d'Assia-Darmstadt                                          |  |  |       |  |  |                                                          |  |  |                                                  |  |
|                                               |                                            | Giorgio Guglielmo d'Assia-Darmstadt                    | Luigi VIII d'Assia-Darmstadt                                          |  |  |       |  |  |                                                          |  |  |                                                  |  |
|                                               |                                            | Giorgio Guglielmo d'Assia-Darmstadt                    | Carlotta di Hanau-Lichtenberg                                         |  |  |       |  |  |                                                          |  |  |                                                  |  |
| Augusta Guglielmina d'Assia-Darmstadt         |                                            | Giorgio Guglielmo d'Assia-Darmstadt                    |                                                                       |  |  |       |  |  |                                                          |  |  |                                                  |  |
|                                               |                                            | Maria Luisa Albertina di Leiningen-Dagsburg-Falkenburg | Cristiano Carlo Reinardo di Leiningen-Dachsburg-Falkenburg-Heidesheim |  |  |       |  |  |                                                          |  |  |                                                  |  |
|                                               |                                            | Maria Luisa Albertina di Leiningen-Dagsburg-Falkenburg | Cristiano Carlo Reinardo di Leiningen-Dachsburg-Falkenburg-Heidesheim |  |  |       |  |  |                                                          |  |  |                                                  |  |
|                                               |                                            | Maria Luisa Albertina di Leiningen-Dagsburg-Falkenburg | Caterina Polissena di Solms-Rödelheim                                 |  |  |       |  |  |                                                          |  |  |                                                  |  |
|                                               |                                            | Maria Luisa Albertina di Leiningen-Dagsburg-Falkenburg |                                                                       |  |  |       |  |  |                                                          |  |  |                                                  |  |